# Lomelosia leucactis
Lomelosia leucactis är en tvåhjärtbladig växtart som först beskrevs av Patzak, och fick sitt nu gällande namn av J. Soják. Lomelosia leucactis ingår i släktet Lomelosia och familjen Dipsacaceae. Inga underarter finns listade i Catalogue of Life.